# سفين مولر
سفين مولر (بالألمانية: Sven Müller)‏ (4 أبريل 1980 بورغاو ألمانيا - ) هو لاعب كرة قدم ألماني يلعب كلاعب وسط.

## روابط خارجية
- سفين مولر على موقع قاعدة بيانات كرة القدم.إي يو (الإنجليزية)
- سفين مولر على موقع بيانات كرة القدم. دي إي (الألمانية)
- سفين مولر على موقع Soccerway.com (الإنجليزية)
- سفين مولر على موقع عالم كرة القدم.نت (الإنجليزية)